# 두찌
두찌(본명: 김지환, 2007년 1월 9일 ~ )은 대한민국의 전직 카트라이더 프로게이머로 아이디는 Duzzi를 사용했다.

## 선수 시절
2023년 3월 2일, ROX 게이밍에 입단하면서 프로 커리어를 시작했다. 프리시즌1 팀전 4위를 기록했다. 프리시즌2 팀전 3위, 개인전 10위를 달성했다. 이후 팀에서 퇴단했다.
2023년 8월, FINALE e-sports 소속으로 활동한다. 2023시즌 개인전 23위를 기록했다. 2023시즌 팀전 6위, 개인전 23위를 기록했다.

## 소속팀
| # | 팀명            | 소속 기간                 | 소속 리그 | 비고 |
| - | --------------- | ------------------------- | --------- | ---- |
| 1 | ROX 게이밍      | 2023.03.02. ~ 2023.08.02. | KDL       |      |
| 2 | FINALE e-sports | 2023.08.25. ~ 2023.12.09. | KDL       |      |

## 수상 내역
- 카트라이더: 드리프트 리그 프리시즌 2 팀전 3위